# Elizabeth (New Jersey)
Elizabeth is een stad in de Amerikaanse staat New Jersey en telt 120.568 inwoners. Het is hiermee de 182e stad in de Verenigde Staten (2000). De oppervlakte bedraagt 31,6 km², waarmee het de 232e stad is.

## Demografie
Van de bevolking is 10 % ouder dan 65 jaar en bestaat voor 24,6 % uit eenpersoonshuishoudens. De werkloosheid bedraagt 6,5 % (cijfers volkstelling 2000).
Ongeveer 49,5 % van de bevolking van Elizabeth bestaat uit hispanics en latino's, 20 % is van Afrikaanse oorsprong en 2,3 % van Aziatische oorsprong.
Het aantal inwoners steeg van 110.138 in 1990 naar 120.568 in 2000.

## Klimaat
In januari is de gemiddelde temperatuur -0,8 °C, in juli is dat 25,4 °C. Jaarlijks valt er gemiddeld 1116,8 mm neerslag (gegevens op basis van de meetperiode 1961-1990).

## Plaatsen in de nabije omgeving
De onderstaande figuur toont nabijgelegen plaatsen in een straal van 8 km rond Elizabeth.

## Bekende inwoners van Elizabeth

### Geboren
- Nicholas Murray Butler (1862-1947), filosoof, diplomaat en Nobelprijswinnaar (1931)
- William Halsey (1882-1959), admiraal
- Thomas Mitchell (1892-1962), filmacteur
- Shad Collins (1910-1978), jazztrompettist
- Daniel Hugh Kelly (1952), acteur, filmproducent, filmregisseur en scenarioschrijver
- Elizabeth Peña (1959-2014), actrice
- Dudley Dorival (1975), Haïtiaans atleet
- Valerie Cruz (1976), actrice